# 船守さちこのスーパーランキング
『船守さちこのスーパーランキング』（ふなもりさちこのスーパーランキング）は、STVラジオで1994年10月10日から1999年4月2日まで放送されていた音楽番組である。「スパラン」の愛称で親しまれ、北海道の中高生を中心に高い人気を誇った。
前身は『船守さちこのなにはなくても歌謡曲』（ふなもりさちこのなにはなくてもかようきょく）であり、これを大幅リニューアルしたものである。

## 概要

### パーソナリティ
- 船守さちこ（元STVアナウンサー、現フリー）
- 福永俊介（STVアナウンサー）

### 番組内容
リスナーの電話・FAX・ハガキによるリクエストと、札幌市内のCDレンタル店数店の貸し出し数を総合して決定されるランキング上位20曲の紹介と、コーナー（後述）によって主に構成された。インターネットが徐々に普及してきた番組後期には、STVのウェブサイト上のフォームからリクエストすることが可能であった。また、ランキングは主にリスナーからのリクエストを中心に決定されるため、リリース前の新曲がランクインすることが非常に多かった。これは、裏番組であったベストテンほっかいどうがリリース後の楽曲のみをランクイン対象としていたことと対照的である。ランキング上位に登場するアーティストの顔触れも、オリコンをはじめとする一般的なランキングのそれとは大きく異なり、当時の北海道における中高生リスナーのブームが色濃く反映されたものであった。特に番組後期では、MALICE MIZERやSOPHIAといったヴィジュアル系バンドが1位争いを繰り広げることがあった。

#### 追放システム
番組中期頃までは、ランキングの10位以内に1度入った曲が11位以下に下がると、20位以内であってもランキングから消える「追放システム」が存在し、再びトップ10に上がらない限り紹介されなかった。

### 放送時間
- 毎週月～金曜日：プロ野球シーズンは21時00分～23時30分、オフシーズンでは20時30分～23時00分（いずれもJST）、生放送
ただし、プロ野球中継がある時は開始時刻が繰り下がることが多く、稀に放送自体が無くなることもあった。
21時50分～22時00分は『独占!!Jリーグエキスプレス』（ニッポン放送 制作）を放送した（放送時期は不詳）。
1994年の開始から1年間は23時までの放送であった。これは『会員制ラジオ番組 うまいっしょクラブ』『デーモン・オーケンのラジオ巌流島』（ニッポン放送 制作）、文化放送 制作の帯番組、『STVラジオ・ヤング専科』を放送したが、1995年『うまいっしょクラブ』内の一件を引き金に23時台の再編が決まり、23時台の前半は当番組の放送枠を拡大、吸収した形となる。
- 1998年4月から1998年10月まで、毎週土曜日は『サタデースパラン』を放送した。パーソナリティは柳澤利幸（元・STVアナウンサー(当時)。現在はSTVの他部署に異動）と鈴木亜紀（STVアナウンサー(当時)）が務めた。それ以前は『サタデーランキング』の番組タイトルで放送した。

### 放送地域
- 北海道全域
しかし、夜という放送時間で、北海道以外の地域でも聞き取れるため、青森県など東北地方以南の道外在住のリスナーも多数存在した。

## 主なコーナー

### 電話参加型
- クイズWアップ ボーカルは誰？（毎週月曜）
曲の一部分を聞いて、歌っている人が誰かを当てる。問題は5問、賞品はCD券（音楽ギフトカード）で、1問目を正解すると1000円分獲得し、連続正解するごとに2倍ずつ増えていき、全5問を正解すると16000円分になる。また、「スペシャルウィーク」の週では、問題が6問に増え、全問正解すると32000円分になった。
- スパラン勝ち抜きミュージックアワー（毎週水曜）
3人のチャレンジャー（またはチャンピオン1人＋チャレンジャー2人）が登場して歌を歌い、リスナーの投票で決定された優勝者はチャンピオンとして翌週も出場でき、10週連続で勝ち抜くとSTVホール（STV本社に隣接）でライブができる特典があった。
- お口でイントロ

### ネタコーナー
- アジアのオイニー
- アジアのダシ
- アジアの煮汁
毎週設定されるテーマに沿ったネタを投稿する。ネーミングの由来はパフィーのヒット曲の「アジアの純真」。
- 一発ギャグ
- スパラン大発見
日常生活での様々な発見を投稿する。「○○と××という曲の△△が似ている」といった「歌系」と、「○○と××を混ぜると△△の味がする」といった「食べ物系」が多かった。
- スパラン刑事（デカ）
船守と福永が刑事に扮して、事件や謎を解決していくコーナー。大物タレントがゲストに来た時はそのタレントを犯人に見立てて、質問をしていくこともあった。なおその時の取調べでは、お決まりのカツ丼も用意された。
- スパランなんでもランキング
文字通り、あらゆるものを対象としたランキングを投稿する。
- 部活対抗クイズ
学校の部活に属している者同士がクイズで勝負するコーナー。3問先取で勝ち抜ける。2問目と3問目に必ず、お互いの部活に有利な問題が1問ずつ入っていた。

### その他
- 11時11分のコーナー
午後11時11分00秒から11時11分59秒までの1分間、音楽が流れ、その間に願い事を3回唱えると願い事が叶う、というもの。これは、「11時11分に願い事をすると、その願いが叶った」というリスナーからの投稿をきっかけに始まり、「やってみたら願いが叶った」といった反響がありコーナー化された。
- 1票リクエスト
- いっちゃえグリコ キュンキュンリクエスト
- スパラン部活宣言

## イベント
- 校門Get You
船守と福永が、突然ある中学校にやって来て、番組の宣伝やノベルティグッズ（ステッカー）の配布を行う。ちょっとしたパニックになり、数分の滞在となることもあった。訪問は不定期で、1日に近隣の中学校を数校回っていた。
- その他、札幌市内のCD店等でリスナー参加型のイベント（前述の校門Get Youの前身、「放課後Get You」）も行われた。

## 刊行物
- 週刊スパラン
毎週日曜日に発行され、最新（金曜日）のランキングやコーナーで紹介されたネタ、船守の日記「さっちゃんのひとりごと」等が掲載され、A4サイズのカラー用紙に印刷されていた。札幌市内のCDレンタル店（前出）やSTVに直接取りに行くか、切手を貼った返信用封筒をSTVラジオに郵送することで入手可能であった。

## 夜ワイドの変遷
船守が担当するワイド番組は足掛け6年半に渡って続いた。1999年4月、『ラジオクリックiしてる!』を放送して、同様の内容を引き継いだ。その半年後、ニッポン放送の改編に巻き込まれる形で『allnightnippon SUPER!』を開始したことから平日の若者向けワイド番組は一旦終了。土曜夜に枠移動した。
2004年秋からは『ラジオクリック』に代わり、当番組で船守とパートナーを組んだ福永俊介が土曜日週1回の放送として『福永俊介のスーパーランキング』として放送。平日夜のワイド番組として『スーパーヒットチャートなまらん』（一時期は『孝太郎とさおりのスーパーランキング なまらんマンデー』）が開始したが福永は担当していない。
ランキング自体はその後も『アタヤンNEXT』→『Pop'n Rollにズキューン FRIDAY』→『まるごと!エンタメ〜ション・金曜日』へ移行した。
| STVラジオ 22:00-23:30            | STVラジオ 22:00-23:30          | STVラジオ 22:00-23:30  |
| 前番組                           | 番組名                         | 次番組                 |
| -------------------------------- | ------------------------------ | ---------------------- |
| 船守さちこのなにはなくても歌謡曲 | 船守さちこのスーパーランキング | ラジオクリックiしてる! |